# 枫木桥乡
枫木桥为中国湖南省宁乡县下辖乡，位于宁乡县中南部，由原枫木桥乡和洞庭桥乡于1995年合并设立。地缘上，枫木桥乡西与龙田、巷子口镇交界，北与老粮仓、双凫铺镇接壤，东与偕乐桥镇、灰汤镇毗邻，南与湘乡市相连。辖域面积72.6平方公里，人口3.8万人（2000年人口普查36,517人），下辖11个行政村。2015年，枫木桥乡并入灰汤镇。

## 区划
下辖11个行政村，分别为牛角村、枫木村、杏村、山龙村、袁河村、洞庭村、双井村、杨塘村、新风村、洪桥村、永兴村。